# Douglas Haig
Douglas Haig, 1. hrabě Haig (anglicky Douglas Haig, 1st Earl Haig, 1st Viscount Dawick, 1st Baron Haig of Bemersyde; 19. června 1861 Edinburgh – 29. ledna 1928 Londýn), byl britský vojevůdce. Od roku 1885 sloužil v britské armádě, několik let působil v Indii, jako nižší důstojník se vyznamenal v koloniálních válkách v Africe (Mahdího povstání, druhá búrská válka). Za první světové války se proslavil jako jeden z předních vojevůdců Trojdohody a byl vrchním velitelem britské armády na západní frontě (bitva na Sommě). V roce 1917 dosáhl nejvyšší hodnosti polního maršála a v roce 1919 byl povýšen na hraběte. Zatímco za svého života měl obrovskou popularitu jako jeden z představitelů vítězných mocností první světové války, až po jeho smrti se začala objevovat kritická hodnocení jeho válečných aktivit spojených především s obrovskými ztrátami na životech. 

## Životopis

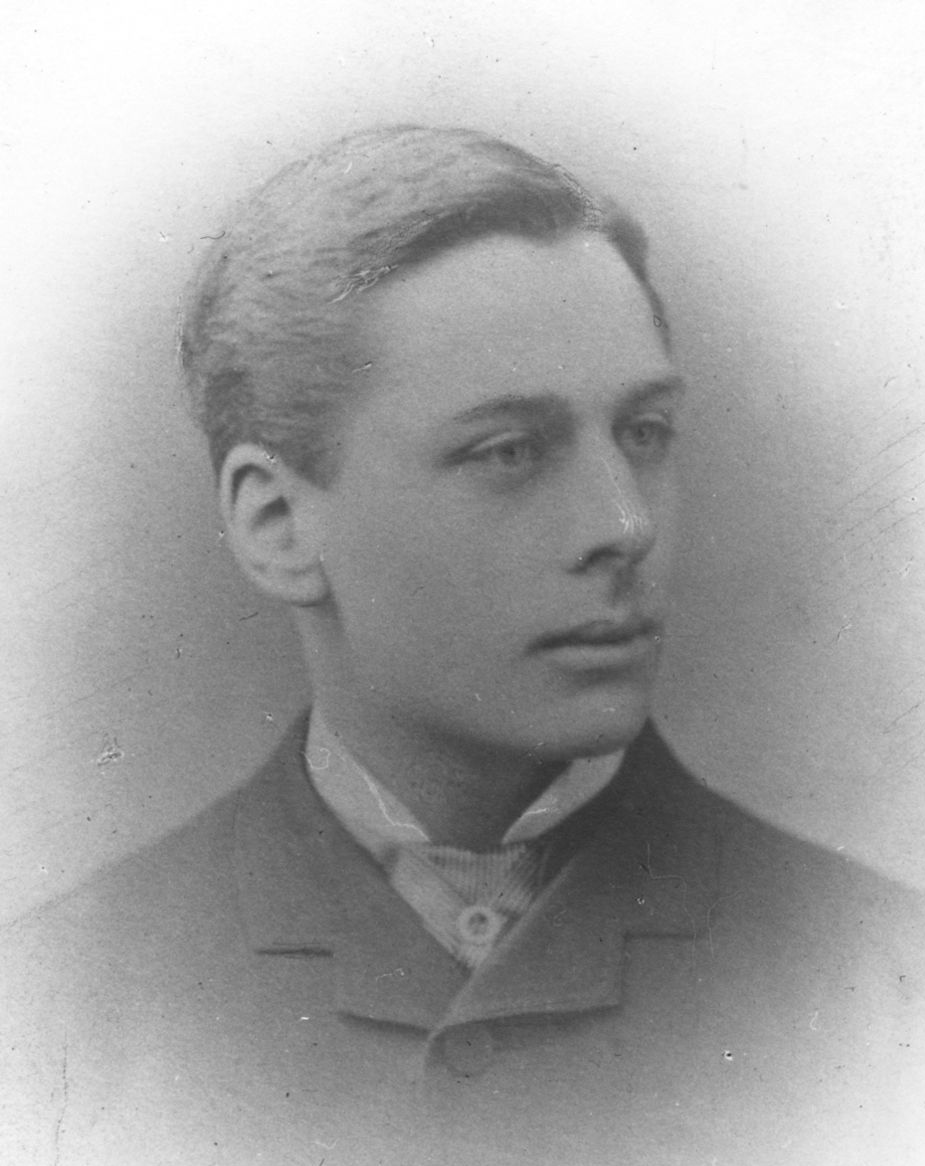
Douglas Haig jako student střední školy v Bristolu

Pocházel ze skotské podnikatelské rodiny, narodil se v Edinburghu jako nejmladší syn Johna Richarda Haiga (1802–1878), bohatého obchodníka ve výrobě alkoholu. Douglas studoval nejprve v Edinburghu a na střední škole Clifton College v Bristolu, poté s bratrem navštívil USA. V letech 1880–1883 studoval ekonomii, historii a francouzštinu na oxfordské univerzitě, závěrečnou zkoušku ale nesložil. Nakonec získal vojenskou průpravu na Královské vojenské akademii v Sandhurstu. Do aktivní vojenské služby vstoupil v roce 1885 jako poručík k 7. pluku husarů. Již za studií vynikal v pólu a jako reprezentant britské armády byl v roce 1886 znovu vyslán do USA. Od roku 1886 sloužil v Indii, kde brzy zaujal svými schopnostmi, v roce 1891 byl již kapitánem a s doporučením svých nadřízených si později doplnil vzdělání na důstojnické škole v Camberley. V roce 1898 se v Africe zúčastnil závěrečné fáze bojů proti Mahdího povstání, byl povýšen na majora a získal první z řady vyznamenání (Chedivova súdánská medaile. 
Po návratu do Anglie a marné naději na post na ministerstvu války byl znovu vyslán do Afriky a vyznamenal se v druhé búrské válce, získal Řád lázně (1900) a byl povýšen na podplukovníka (1901). V hodnosti plukovníka v letech 1902–1904 zastával funkci pobočníka krále Eduarda VII., následně byl generálním inspektorem jezdectva v Indii (1903–1906) a v roce 1904 byl povýšen do hodnosti generálmajora. V letech 1907–1909 byl šéfem odboru vojenského vzdělávání na ministerstvu války, poté se znovu vrátil do Indie, kde byl náčelníkem generálního štábu (1909–1911). V roce 1910 byl povýšen na generálporučíka a po návratu do Anglie byl velitelem vojenského tábora v Aldershotu, souběžně také generálním pobočníkem krále Jiřího V. (1912–1914). 

### První světová válka

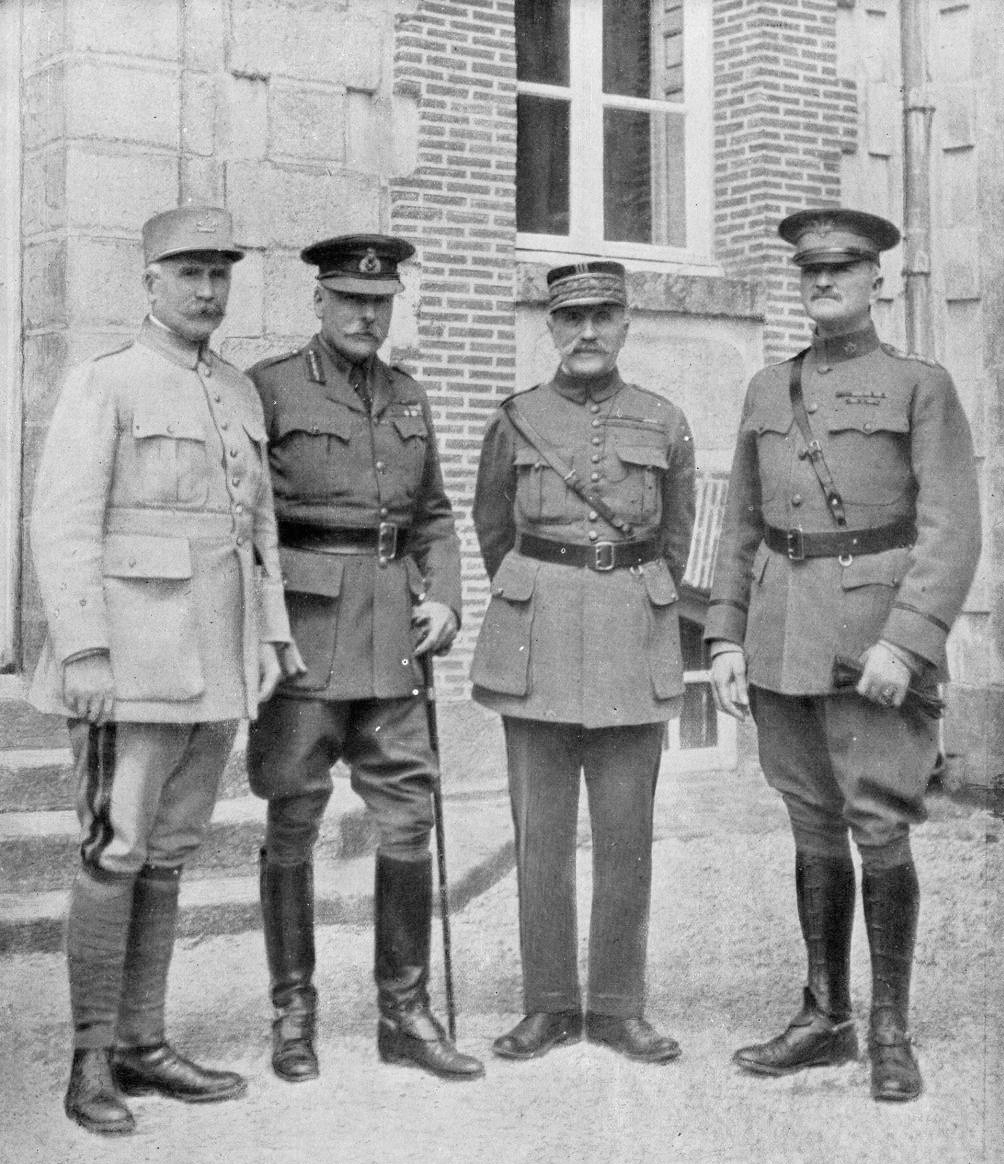
Maršál Foch, generál Pershing, maršál Pétain a maršál Haig (1918)

Po vypuknutí první světové války byl pověřen organizací a mobilizací britského expedičního vojka (známého pod zkratkou BEF – Britisth Expeditionary Force). Jako velitel 1. armádního sboru byl začleněn do 1. armády pod vrchním velením maršála Frenche. V říjnu a listopadu 1914 se mu podařilo uhájit spojenecké pozice v bitvě u Yper. Během roku 1915 se mu ani za cenu těžkých ztrát nepodařilo prorazit německé obranné linie, mezitím se dostával do častých kompetenčních sporu s maršálem Frenchem. Za významného Haigova přispění byl French nakonec odvolán a Haig v nové hodnosti generála převzal vrchní velení 1. armády. Shromáždil obrovské pozemní síly určené k tažení na Sommě. I když zpočátku nebyl příznivcem nových technologií a zdůrazňoval zastaralé druhy zbraní (například jezdectvo), nakonec uznal výzam letectva a začal s ním spolupracovat.
Několikaměsíční bitva na Sommě znamenala pro britskou armádu obrovské početní ztráty bez výraznějšího posunu ve válce. Haig mimo jiné disponoval špatnými informacemi o síle německé armády, proto také posílal do útoku stále další vojáky. Celkové ztráty činily 420 000 britských vojáků, přičemž frontovou linii se podařilo posunout o pouhých 12 kilometrů. Haig díky tomu získal přezdívku řezník Haig (Butcher Haig). K datu 1. ledna 1917 byl povýšen do nejvyšší hodnosti polního maršála a v koordinaci s Francouzi pokračoval v dalších bojích na západní frontě (třetí bitva u Yper). Teprve v závěrečné fázi války se Britům podařilo dosáhnout výraznějších úspěchů během stodenní ofenzívy, kdy zajali 190 000 německých vojáků. 
Po válce zůstával populární osobností, angažoval se v charitě, pomáhal vysloužilým vojákům, slavnostně odhaloval válečné pomníky a pronášel stovky projevů. Mimo jiné navštívil jižní Afriku a Kanadu. Zemřel na následky infarktu 28. ledna 1928 v Londýně, 3. února mu byl uspořádán státní pohřeb. 

## Tituly a ocenění
V roce 1919 získal titul hraběte (earl) a stal se členem Sněmovny lordů, současně obdržel národní dar ve výši 100 000 liber a poděkování obou komor parlamentu. Do šlechtického stavu s nárokem na titul Sir byl povýšen již v roce 1909 jako nositel rytířského kříže Viktoriina řádu. V roce 1917 jako první osobnost nešlechtického původu získal starobylý skotský Bodlákový řád. Řadu vyznamenání získal během války i v následujících letech od spojeneckých států. V krátkém období 1919–1920 obdržel čestný doktorát na pěti britských univerzitách (Oxford, Aberdeen, Glasgow, Leeds, Edinburgh), v osmi městech získal čestné občanství. 

### Řády a vyznamenání Douglase Haiga

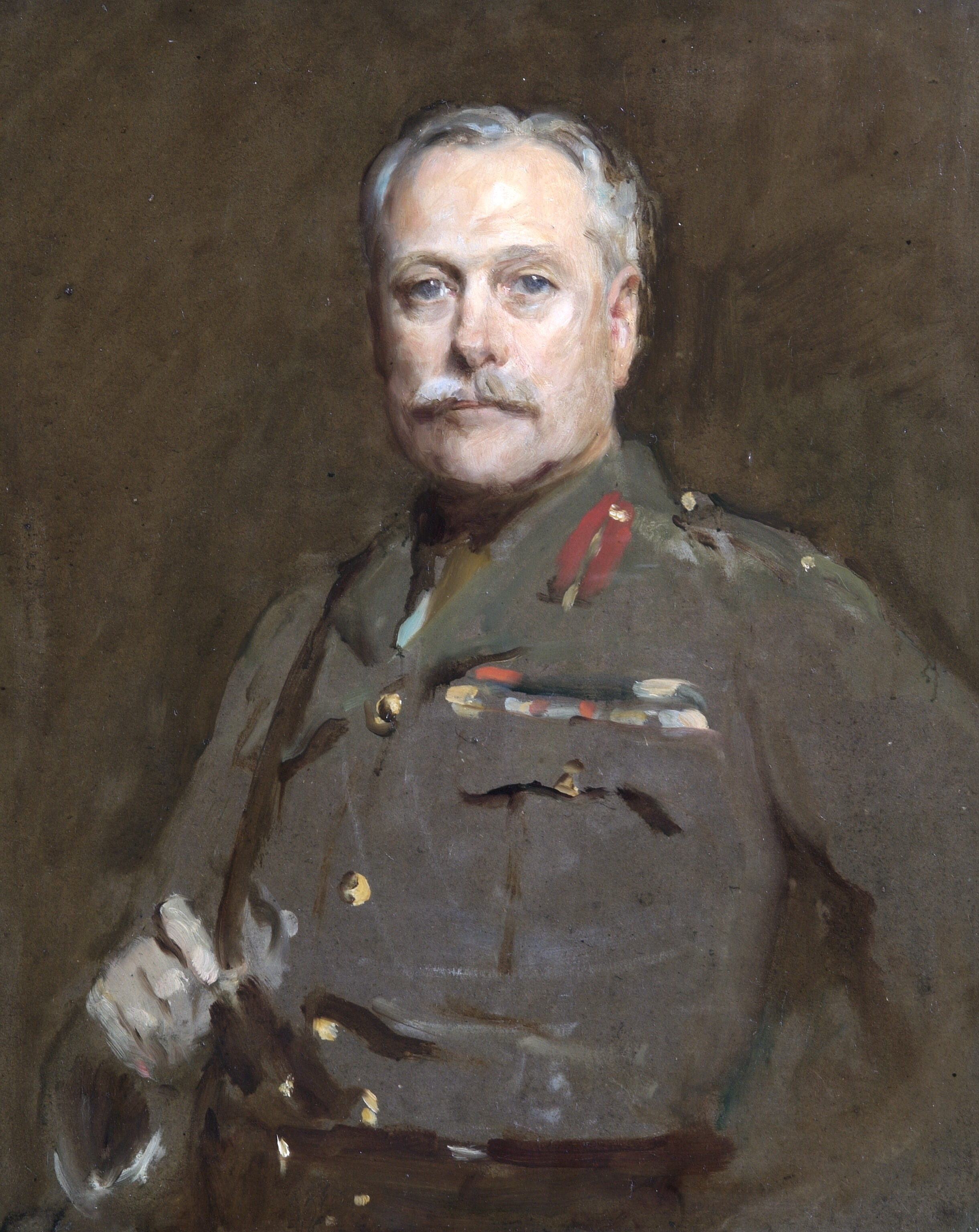
Polní maršál Douglas Haig (1919)

|  | rytíř Bodlákového řádu (KT)                        | 31. 7. 1917  |
|  | velkokříž Řádu lázně (GCB)                         | 3. 6. 1915   |
|  | Řád Za zásluhy (Velká Británie) (OM)               | 3. 6. 1919   |
|  | velkokříž Viktoriina řádu (GCVO)                   | 15. 8. 1916  |
|  | rytíř komandéř Řádu Indické říše (KCIE)            | 12. 12. 1911 |
|  | velkokříž Řádu čestné legie (Francie)              | 24. 2. 1916  |
|  | velkokříž Leopoldova řádu (Belgie)                 | 24. 2. 1916  |
|  | velkokříž Řádu sv. Mořice a Lazara (Itálie)        | 14. 9. 1916  |
|  | Řád knížete Danila I. I. třídy (Černá hora)        | 31. 10. 1916 |
|  | Řád sv. Jiří (Rusko)                               | 1. 6. 1917   |
|  | Řád hvězdy Karadjordjevićů vojenské třídy (Srbsko) | 10. 9. 1918  |
|  | Řád vycházejícího slunce (Japonsko)                | 9. 11. 1918  |
|  | Řád Michala Chrabrého I. třídy (Rumunsko)          | 20. 9. 1919  |
|  | Croix de Guerre (Francie)                          | 21. 4. 1917  |
|  | Válečný kříž (Belgie)                              | 11. 3. 1918  |

## Rodina
V roce 1905 se oženil s Dorothy Vivian (1879–1939), dcerou Husseye Viviana, 3. barona Viviana (1834–1893), který byl diplomatem, mimo jiné vyslancem ve Švýcarsku, Dánsku, Belgii a velvyslancem v Itálii. Dorothy byla dvorní dámou královny Viktorie, později královny Alexandry. Z jejich manželství se narodily čtyři děti, z toho jediný syn. 
- 1. Alexandra Henrietta (1907–1997), I. ∞ 1941 Clarence Howard-Johnston (1903–1996), kontradmirál Royal Navy (rozvod 1954), II. ∞ 1954 Hugh Trevor-Roper, baron Dacre (1914–2003), britský historik, profesor oxfordské univerzity

- 2. Victoria Doris (1908–1993), ∞ 1929 Claud Montagu-Douglas-Scott (1906–1971), plukovník

- 3. George Alexander Haig, 2. hrabě Haig (1918–2009), člen Sněmovny lordů, absolvent oxfordské univerzity, účastník druhé světové války (od 1941 v německém zajetí), později aktivní v charitě, I. ∞ 1956 Adrienne Morley (1930–2010), rozvod 1981, II. ∞ 1981 Geroloma Lopez y Royo

- 4. ∞ Irene Violet (1919–2001), 1945 Gavin Astor, 2. baron Astor (1918–1984), podnikatel, člen milionářské rodiny Astorů

Současným představitelem rodu je Alexander Douglas Haig, 3. hrabě Haig (*1961). 